# Westfälische Segge
Die Westfälische Segge (Carex divulsa Stokes, Syn.: Carex guestphalica (Rchb.) Boenn. ex O.Lang, Carex leersiana), auch als Leers Segge, Unterbrochenährige Segge oder Vielblättrige Segge bezeichnet, ist eine Pflanzenart innerhalb der Familie der Sauergrasgewächse (Cyperaceae).

## Beschreibung

### Vegetative Merkmale
Die Westfälische Segge wächst als ausdauernde krautige Pflanze und erreicht Wuchshöhen zwischen 40 und 100 Zentimetern. Sie besitzt keine Ausläufer und wächst in mittelgroßen bis ziemlich großen, dichten Horsten. Der meist starr aufrechte Stängel ist fest, im Schatten wachsende Pflanzen können auch schlaffe, stark überhängende Stängel ausbilden. Die Laubblattspreite ist meist 3 bis 4 mm breit. Der Bogen des Blatthäutchens ist in etwa so hoch wie breit.

### Generative Merkmale
Die Blütezeit liegt vorwiegend in den Monaten Mai und Juni. Die Westfälische Segge ist einhäusig (monözisch). Sie gehört zu den Gleichährigen Seggen, bei denen die Ährchen gleichartig gestaltet sind. Diese enthalten dabei fast immer sowohl männliche als auch weibliche Blüten. Der insgesamt 4 bis 10 Zentimeter lange Blütenstand ist im unteren Teil stark unterbrochen. Je schattiger der Standort, desto länger sind die Abstände zwischen den Ähren.
Die Deckspelzen sind hellbraun gefärbt, nur bei Schattenmodifikationen treten auch weißliche Spelzen auf. Die geschnäbelten Fruchtschläuche sind etwa 4 bis 5,5 mm lang und besitzen zwei Narben.

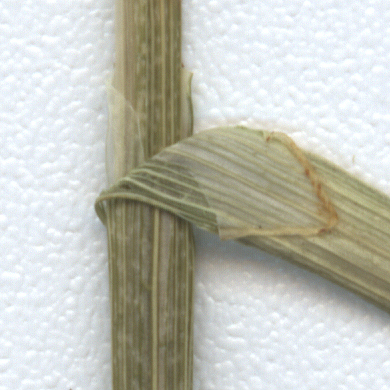
Westfälische Segge (Blatthäutchen)
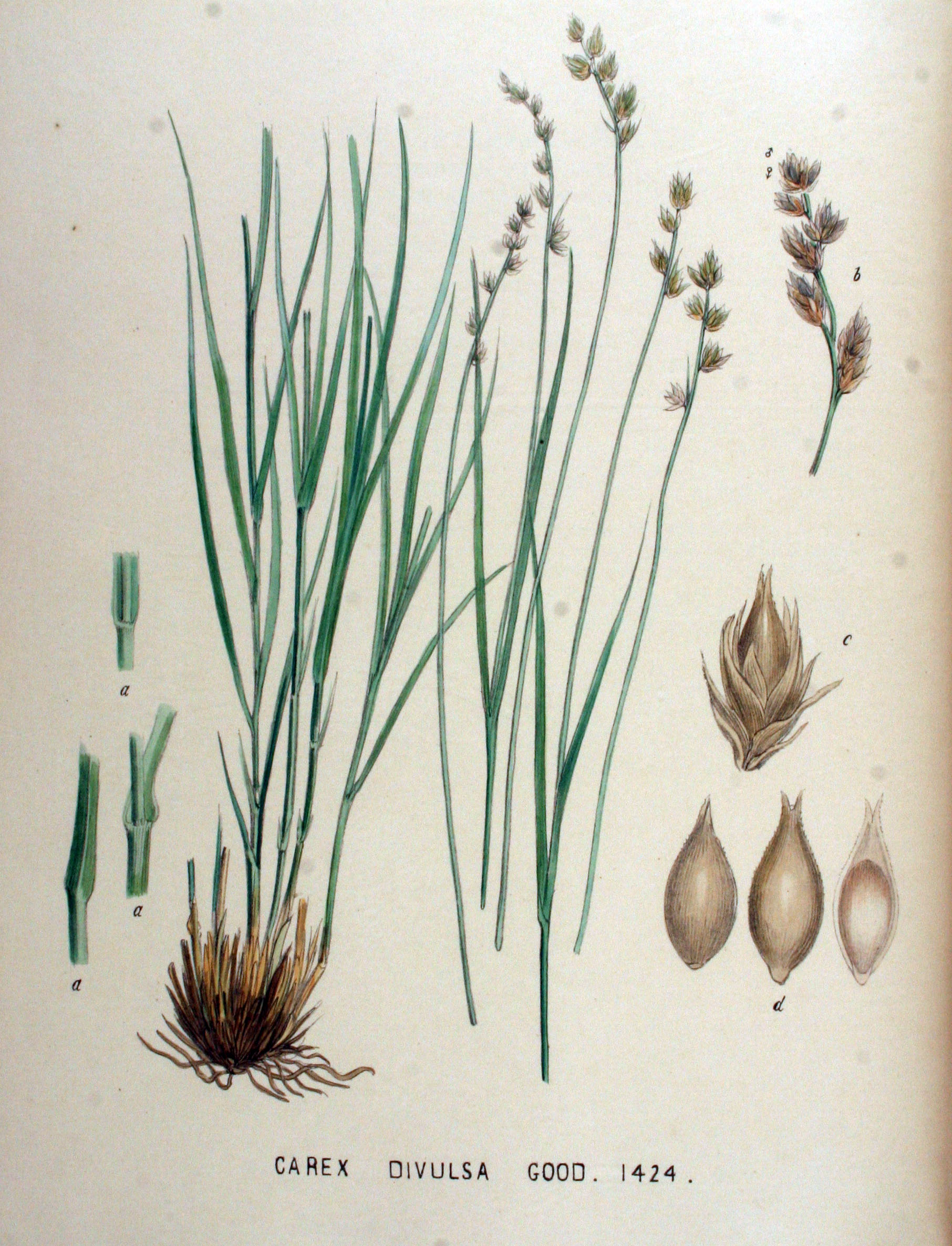
Carex divulsa in „Flora Batava“
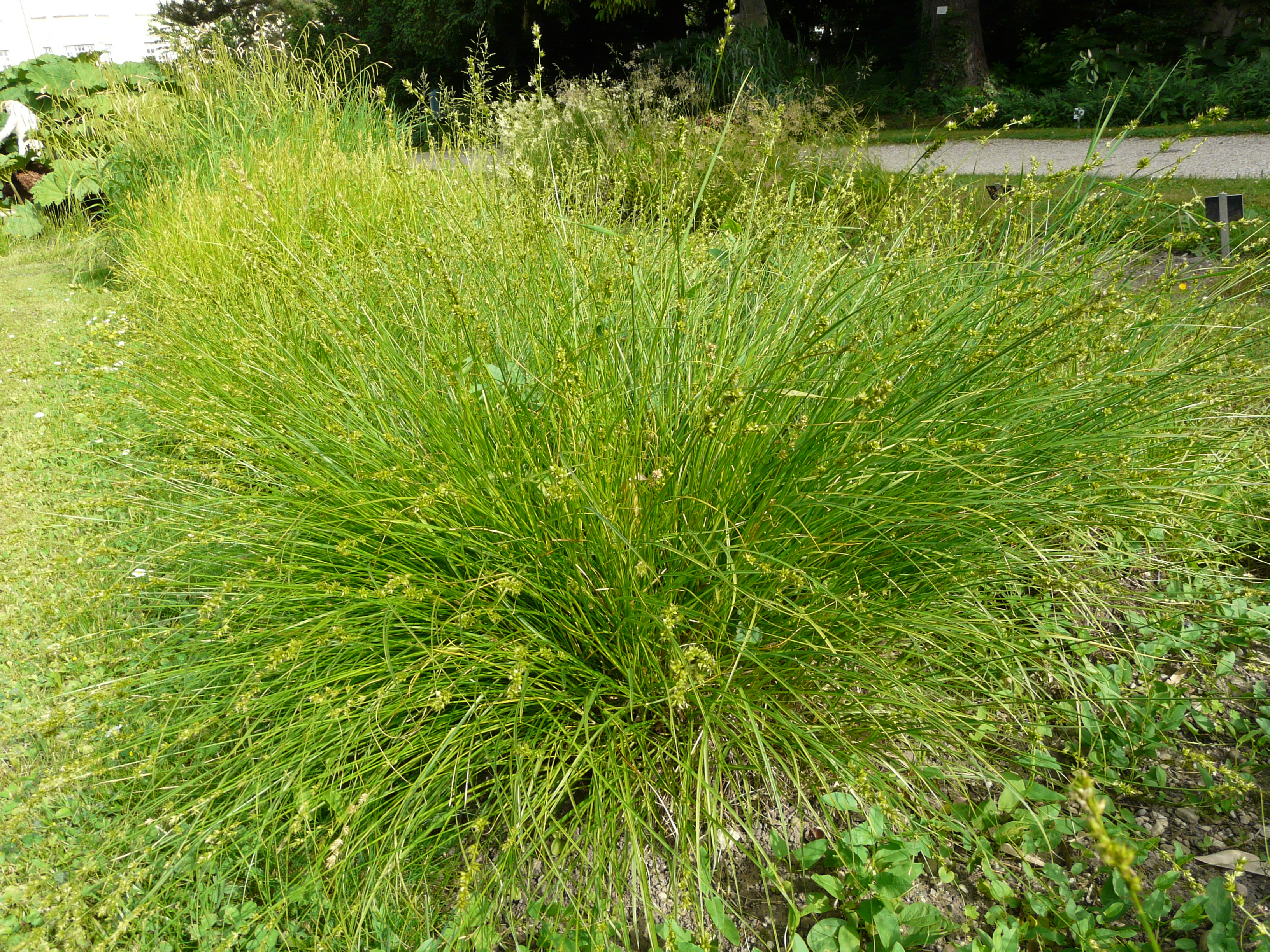
Wuchsform in Horsten

## Vorkommen und Systematik
Die Gesamtverbreitung von Carex divulsa ist nicht genau bekannt, da ihr taxonomischer Rang lange umstritten war. Heutzutage wird überwiegend der Artname Carex divulsa verwendet, Carex guestphalica wird nicht mehr als separate Art gewertet.
Die Westfälische Segge ist relativ selten, aber verteilt über ein weites Verbreitungsgebiet im Westdeutschen Tiefland und unterem Weserbergland, Oberen Weser- und Leinebergland sowie Harz, Oberrheingraben und Saarpfälzer Bergland, Schwarzwald, Südwestdeutschen Bergland sowie Sächsischen Löß- und Hügelland. In der Schweiz findet man sie in kollinen Lagen. Der Bestand ist nach Roter Liste nicht gefährdet.
Carex divulsa wächst an Waldschlägen und Waldsäumen. Sie bevorzugt mäßig frische, nährstoff- und basenreiche, mäßig saure Lehmböden. In Gärten und Parks ist sie als pflegeleichte Zierpflanze beliebt. Sie wächst auch an Wegrändern und Weinbergen. Angepflanzte Bestände können als Kulturrelikt überdauern.